# Miltzow
Miltzow ist ein Ortsteil der Gemeinde Sundhagen im Landkreis Vorpommern-Rügen nordwestlich von Greifswald.

Miltzow zwischen 1880 und 1920

## Geografie und Verkehr
Miltzow liegt 15 Kilometer südöstlich der Stadt Stralsund, 14 Kilometer nordöstlich von Grimmen und 19 Kilometer nordwestlich von Greifswald. Westlich des Ortes verläuft die Bundesstraße 96, östlich die Bundesstraße 105. Über die B 96 ist die Ostseeautobahn A 20 an der rund zwölf Kilometer entfernten Anschlussstelle Stralsund zu erreichen. Die Bahnstrecke Stralsund–Greifswald führt durch das Gemeindegebiet.

## Geschichte

### Frühzeit bis 16. Jahrhundert
Die ersten Spuren im heutigen Gemeindegebiet stammen aus der Frühzeit um 7500 v. Chr. Weitere Funde sind aus den Jahren 4000 bis 1800 v. Chr. gesichert. Sie lassen Rückschlüsse zu, dass in der Region Ackerbau und Viehzucht betrieben wurde. Bei Ausgrabungen konnten darüber hinaus Trogmühlen und Reibesteine aus der Zeit um 800 v. Chr. sichergestellt werden. Völkerkundler gehen davon aus, dass in dem Gebiet zunächst Heruler, später Rugier siedelten. Sie wanderten offenbar ab, denn aus den Jahrhunderten 400 bis 600 n. Chr. sind keine Spuren bekannt. Anschließend wanderten slawische Stämme ein, was Funde nahelegen, die den Wilzen zugerechnet werden. Im 12. Jahrhundert gelangt die Siedlung in den Einflussbereich des  Fürstentums Rügen und verblieb dort bis zu dessen Auflösung im Jahr 1325. Anschließend gehört der Ort zum Herzogtum Pommern. Aus dieser Zeit sind Grundstücksverkäufe, aber auch Pachtverträge an Klöster von Stralsund und Greifswald überliefert. Sie bezogen teilweise Einkünfte aus dem Kirchspiel Reinkenhagen.

### 17. und 18. Jahrhundert
Aus dem 17. Jahrhundert ist ein Streit um die Neubesetzung der Pfarrstelle überliefert. Die Schriftstellerin Christa Steege verfasst im 20. Jahrhundert hierüber das Buch über Anna Eriken. Der Dreißigjährige Krieg bringt auch für Miltzow schwere Verwüstungen. Der Pfarrer David Bartholdi berichtete darüber hinaus über Hexenglauben und Magie. 1637 herrschte die Pest in Miltzow.  Mit dem Westfälischen Frieden gelangte die Gegend zu Schwedisch-Pommern, dennoch kehrte kein Frieden ein, denn nach der Niederlage in der Schlacht bei Fehrbellin war die Region erneut von Krieg betroffen: Man vermutet, dass die Kirche Reinkenhagen zu dieser Zeit zerstört wurde. Genaue Daten über die Bevölkerung brachte erst die Schwedische Landesaufnahme von Vorpommern in den Jahren 1692 bis 1709. Die Gemeinde ist vom Großen Nordischen Krieg ebenfalls betroffen, weitere Zerstörungen und Plünderungen erfolgten durch russische Soldaten in den Jahren 1711 bis 1715. Mit den Friedensverhandlungen 1720 blieb die Region beim Königreich Schweden.

### 19. Jahrhundert

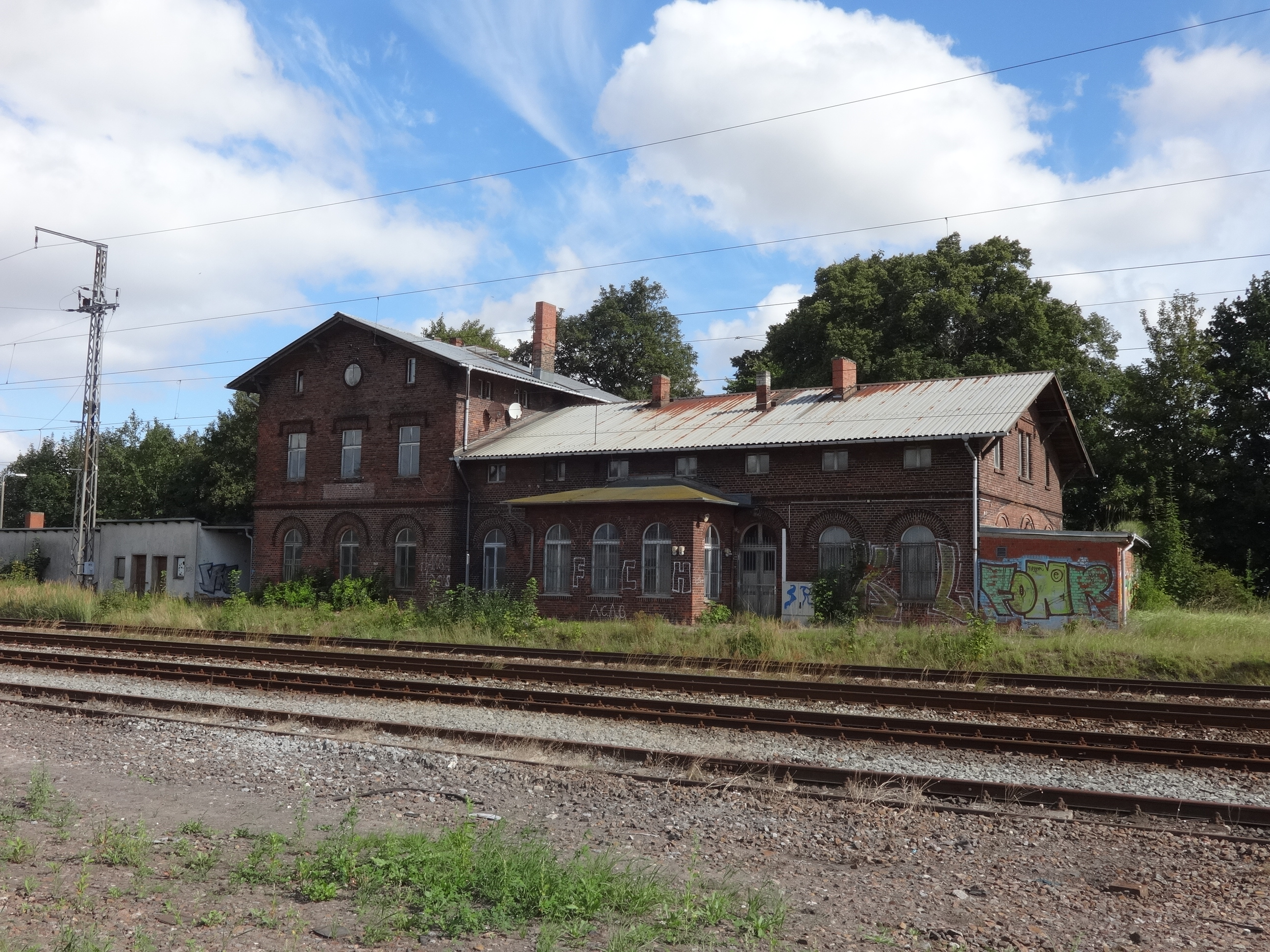
Bahnhof Miltzow – Baudenkmal

Miltzow war in den Jahren 1806 bis 1815 von den Franzosen besetzt und durch Einquartierungen und Beschlagnahme belastet. In dieser Zeit lagert man in der Kirche in Reinkenhagen unter anderem Schießpulver. Die Befreiungskriege führten schließlich zur Übergabe des Gebietes von Schweden an Preußen. Das ehemalige Schwedisch-Pommern hieß jetzt Neuvorpommern und Grimmen wurde Kreisstadt für das Gemeindegebiet.
1825 entstanden auf der östlichen Feldmark des Gutes Miltzow die ersten Siedlungen. Bis 1835 entstand lt. Preußisches Urmesstischblatt (PUM) eine einseitige, gerade gestreckte Straßensiedlung, die insgesamt 1290 Meter lang war (und noch heute ist). Aus dem Jahr 1838 ist überliefert, dass eine regelmäßige Postverbindung nach Rügen über die Fähre von Stahlbrode existierte.
Weiteren Aufschwung brachte der Anschluss an die Bahnstrecke Stralsund–Greifswald im Jahr 1863. Die Strecke durchschnitt die Feldmark von Miltzow (Neu Miltzow) und teilte auch die Straßensiedlung. Mit dem Aufbau des Bahnhofes und seiner Nebenanlagen sowie der Molkerei verschob sich der Ortskern in diese Richtung.
Im Jahr 1871 lebten in Miltzow, das zu dieser Zeit „Neu Miltzow“ hieß 277 Einwohner, 1867 waren es noch 348. Miltzow (Neu Miltzow) wurde als Büdnerdorf bezeichnet und hatte 33 Wohnhäuser mit 73 Haushaltungen. Dies Büdnersiedlungen hatte aber nur geringe Überlebenschancen, weil die zugehörigen Ländereien mit 1 bis 2 Morgen wesentlich zu klein waren. Die Chaussee Grimmen–Miltzow entstand in den Jahren 1885 bis 1893. 1898 gründete sich ein Imkerverband.

### 20. Jahrhundert

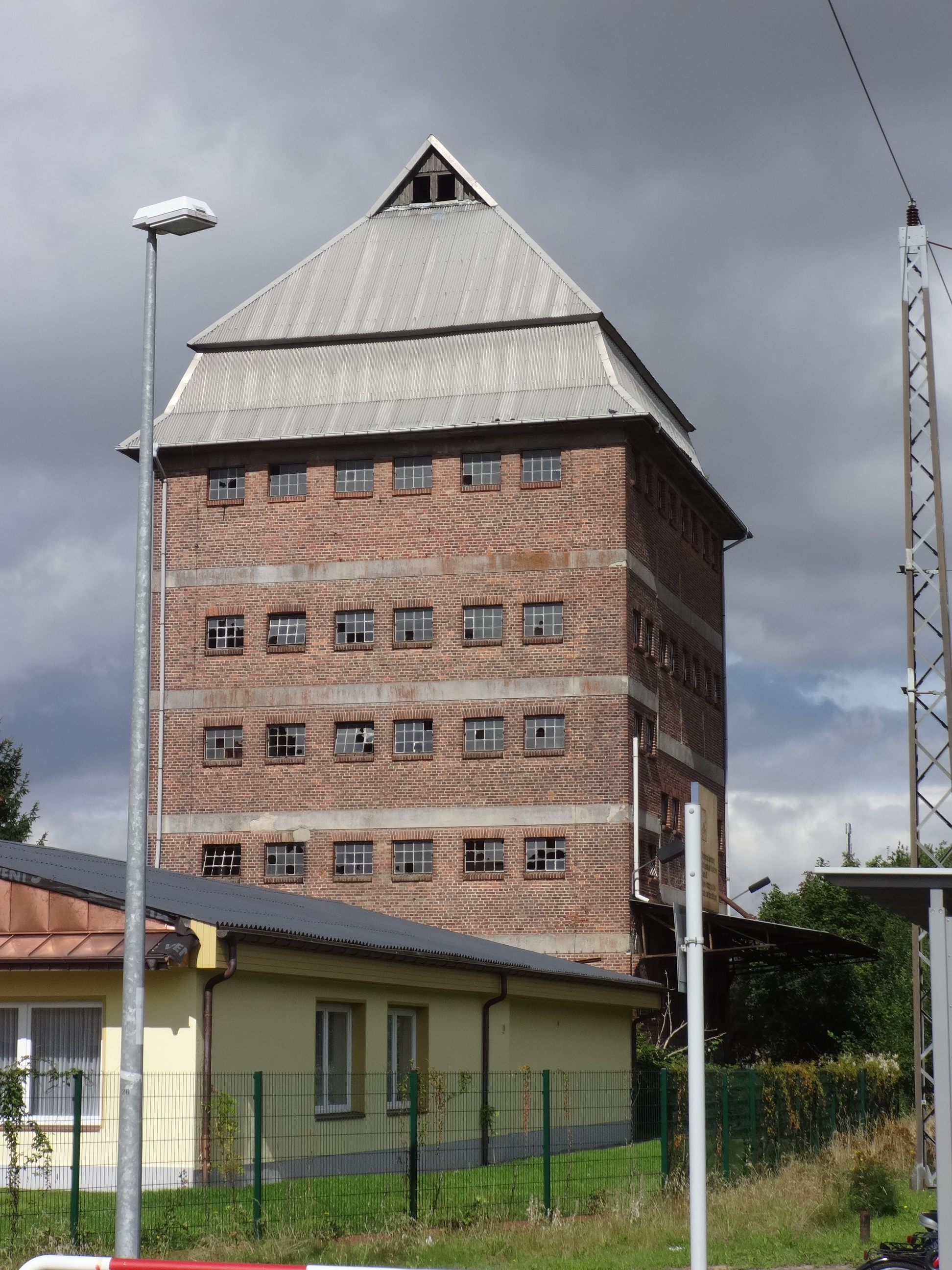
Speicher in Miltzow – Baudenkmal

Um 1900 begann die Gemeinde damit, das Mannhagener Moor aufzuforsten. Sie bepflanzten dazu 30 Morgen mit Erlen. Die Arbeiten waren erfolgreich, das Gebiet wurde 1920 unter Naturschutz gestellt. Über Auswirkungen des Ersten Weltkrieges auf die Gemeinde ist nur wenig überliefert. Im Zuge des Zweiten Weltkrieges rationierte man Lebensmittel. Die Versorgung verschlechterte sich, als zusätzlich evakuierte Kinder, vor allem aus Stettin, einquartiert werden, die in die Gemeinde evakuiert wurden, um den Bombenangriffen zu entgehen. Miltzow wurde am 1. Mai 1945 von der Roten Armee besetzt.
Am 1. Juli 1950 wurden die bis dahin eigenständigen Gemeinden Mannhagen und Reinkenhagen eingegliedert.
Im Zuge der Bodenreform teilte man Güter in Reinkenhagen, Klein Miltzow, Mannhagen und weitere Höfe über 100 Hektar Fläche auf, um sie Neubauern zu übergeben. 1950 schloss die Schule in Miltzow. Die Kinder gingen seit dieser Zeit nach Reinkenhagen. 1957 entstanden die ersten LPGs. Drei Jahre später zählte man 1534 Einwohner. Der Fund von Erdöl im benachbarten Reinkenhagen wirkte sich auch positiv auf Miltzow aus, weil der Förderbetrieb Erdöl-Erdgas Grimmen hier ein Tanklager mit Verladestation auf die Eisenbahn errichtete. 1964 stellte man in Reinkenhagen vier Wohnblöcke mit insgesamt 90 Wohnungen fertig. Ein Jahr später eröffnete dort eine Arztpraxis; ein Zahnarzt lässt sich nieder. Ebenso konnte ein weiterer Wohnblock mit 24 Wohnungen fertiggestellt werden. 1967 beging Miltzow seine 650-Jahr-Feier. Im Dezember 1993 erfolgte eine Modernisierung des Telefonnetzes. Ein Jahr später erfolgte der zentrale Anschluss an ein Erdgasnetz.
Miltzow gehörte zum Land Mecklenburg, ab dem 25. Juli 1952 zum Bezirk Rostock und ab dem 3. Oktober 1990 zum Land Mecklenburg-Vorpommern. Es lag bis zum 11. Juni 1994 im Landkreis Grimmen in dessen jeweiligem Gebietszuschnitt und anschließend im Landkreis Nordvorpommern.

### 21. Jahrhundert
Die zuvor selbstständige Gemeinde Miltzow schloss sich am 7. Juni 2009 mit den Gemeinden Behnkendorf, Brandshagen, Horst, Kirchdorf, Reinberg und Wilmshagen zur neuen Gemeinde Sundhagen zusammen. Sie bestand aus den Ortsteilen Reinkenhagen und Mannhagen (beide am 1. Juli 1950 eingemeindet) sowie Engelswacht, Hankenhagen, Klein Miltzow und Miltzow.

## Sehenswürdigkeiten
→ Siehe auch Liste der Baudenkmale in Sundhagen

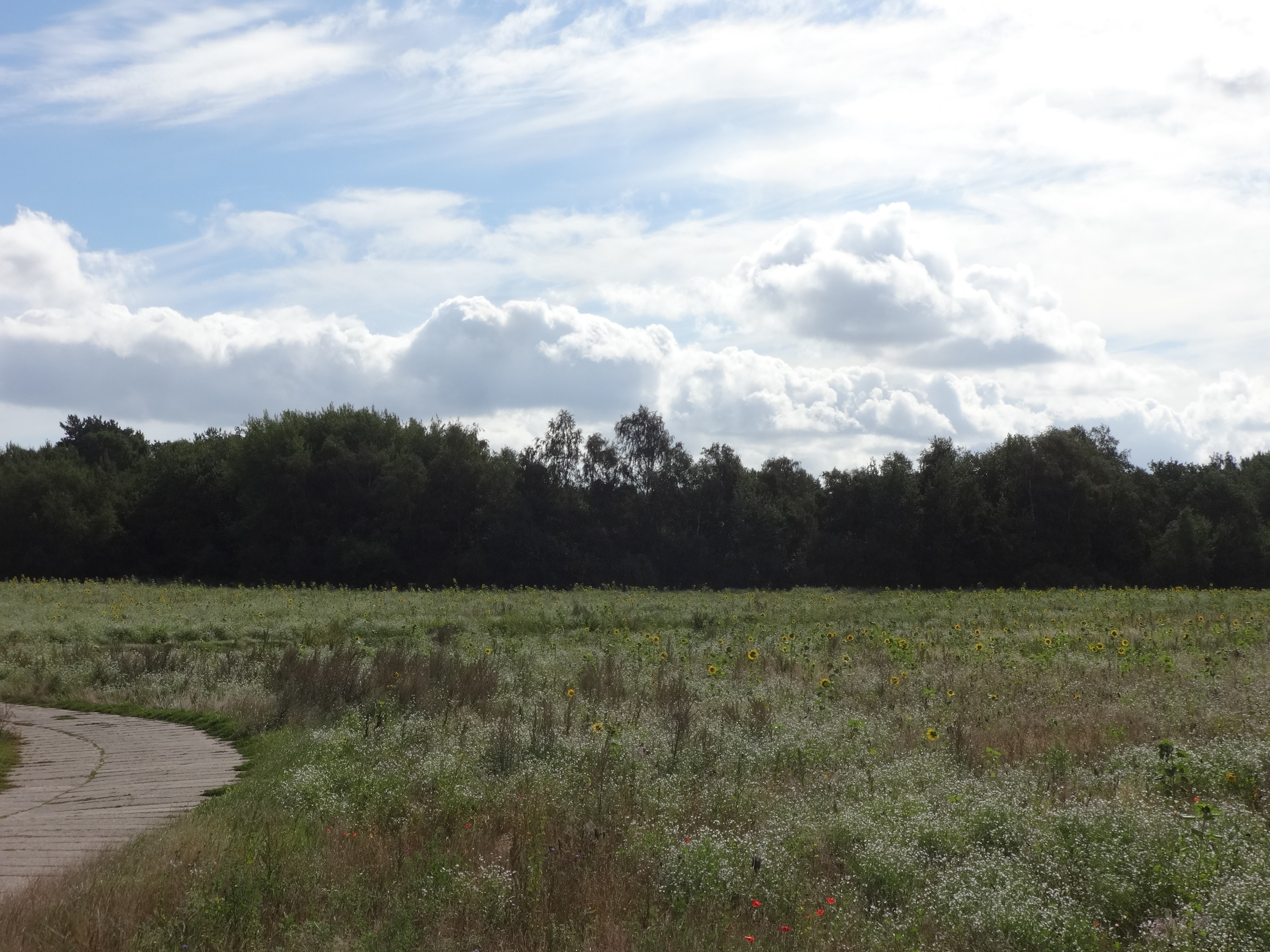
NSG Mannhagener Moor

- Ein Speicher an der Bahnstrecke, das ehemalige Empfangsgebäude des Bahnhofs sowie ein weiter südlich gelegenes Bahnarbeiterhäuschen stehen unter Denkmalschutz.
- An der Hauptstraße steht ein Fünfkilometerstein.
- Etwa drei Kilometer südwestlich von Miltzow befindet sich das Naturschutzgebiet Mannhagener Moor